# Larry Wilson (football américain)
Pour les articles homonymes, voir Larry Wilson.
Pro Football Hall of Fame 1978
(en) Statistiques sur pro-football-reference
Lawrence Frank Wilson, dit Larry Wilson, né le 24 mars 1938 à Rigby dans l'Idaho et mort le 17 septembre 2020  à Scottsdale (Arizona), est un joueur américain de football américain ayant évolué comme safety.
74e choix lors de la draft 1960 de la NFL, il a joué l'ensemble de sa carrière aux Cardinals de Saint-Louis, futurs Cardinals de l'Arizona.
Sélectionné huit fois au Pro Bowl (1962, 1963, 1965, 1966, 1967, 1968, 1969 et 1970) et huit fois en All-Pro (1963, 1965, 1966, 1967, 1968, 1969, 1970 et 1971), il fait partie du Pro Football Hall of Fame depuis 1978. Son numéro 8 a été retiré par la franchise des Cardinals de l'Arizona.